# Imagine (álbum)
Imagine é o segundo álbum de estúdio do músico britânico de rock John Lennon. Foi lançado em 9 de setembro de 1971 pela Apple Records. Atingiu o primeiro lugar nas tabelas musicais dos Estados Unidos e do Reino Unido. Foi produzido por Phil Spector em conjunto com Lennon e sua esposa, Yoko Ono.
Este álbum está na lista dos 200 álbuns definitivos no Rock and Roll Hall of Fame.
Parte do álbum foi produzido no estúdio particular de John em Tittenhurst Park, em Ascot. As gravações ainda contaram com a participação de seu ex-colega dos Beatles, George Harrison. Imagine foi incluído na lista dos "200 Álbuns Definitivos no Hall da Fama do Rock and Roll".

## Gravação
Embora as gravações básicas do álbum foram inicialmente feitas no estúdio caseiro de Lennon, Ascot Sound Studios em Tittenhurst Park, muitos dos instrumentos foram regravados no Record Plant Studios, em Nova Iorque, onde instrumentos de cordas e um saxofone tocado por King Curtis também foram adicionados.
Como em seu último álbum, Phil Spector juntou-se a John e Yoko Ono como coprodutor de Imagine. Imagens extensa das sessões, mostrando a evolução de algumas das canções, foram compiladas no documentário Gimme Some Truth: The Making of John Lennon's Imagine.

## Canções
A faixa-título tornou-se hino à paz. Fala-se sobre uma utopia de um mundo ideal e nos convida a participar. Por outro lado, ela fez com que o assassino de Lennon, Mark Chapman, aumentasse seu ódio pelo cantor, pois em sua letra, John diz para que se imagine que os céus, em sentido espiritual, não existam, o que Chapman considerou como outra blasfêmia dita pelo cantor, junto à declaração de John que os Beatles seriam "mais populares que Jesus".
"Jealous Guy" foi composta em 1968 e faria parte de The Beatles. A faixa continha outra letra e outro nome ("Child of Nature"), porém a mesma melodia.
"Oh My Love" é a única faixa do álbum composta por Lennon em parceria com Ono. A canção, assim como a faixa de encerramento do álbum, "Oh Yoko!", fala justamente sobre a parceira.
"How Do You Sleep?" foi endereçada ao seu ex-colega dos Beatles, Paul McCartney. A gravação contou com a participação de George Harrison na guitarra slide. Na faixa, John ataca Paul dizendo que "A única coisa que ele (Paul) fez foi "Yesterday'" ("The only thing you done was yesterday") em referência à canção homônima dos Beatles. Cita também que depois da banda, ele era apenas "Another Day", referência ao single de sucesso de McCartney logo após a separação dos Beatles. Lennon acusa o colega de produzir um som muzak e ainda diz que "aqueles loucos estavam certos quando disseram que você (Paul) estava morto" ("Those freaks was right when they said you was dead"), em referência à lenda "Paul is Dead".

## Lançamento
O álbum foi lançado em 9 de setembro de 1971 nos Estados Unidos e um mês depois, 8 de outubro, no Reino Unido. As primeiras edições do álbum incluíam um cartão-postal com uma foto de John segurando as orelhas de um porco, em paródia a Paul McCartney, que na capa de seu álbum contemporâneo, Ram, segura os chifres de um carneiro. Também foi lançado originalmente em estéreo quadrifônico.

## Relançamentos
Em 2000, Ono supervisionou a remistura de Imagine em sua reedição. Foi relançado em 2003 pela Mobile Fidelity Sound Lab em disco compacto em ouro de 180 gramas. Outra remasterização foi lançada em 2010.
Em 23 de novembro de 2010, Imagine tornou-se disponível para download no jogo eletrônico Rock Band 3.

## Recepção
| Críticas profissionais | Críticas profissionais |
| Avaliações da crítica  | Avaliações da crítica  |
| Fonte                  | Avaliação              |
| ---------------------- | ---------------------- |
| AllMusic               | link                   |

Após o lançamento do álbum, a revista Rolling Stone informou que "ele contém uma parcela substancial de boa música" mas, em relação ao seu antecessor, Plastic Ono Band, Imagine foi inferior.
Em uma entrevista para a Melody Maker naquele mesmo ano, McCartney falou positivamente sobre Imagine, considerando que ele é menos politizado do que os álbuns anteriores de John.
O álbum foi top 1 em todo o mundo e tornou-se um vendedor duradouro, com a faixa-título alcançando a terceira posição nos Estados Unidos, algo inédito no Reino Unido até 1975.

## Lista de faixas
Todas as faixas foram compostas por John Lennon, exceto "Oh My Love", em parceria com Yoko Ono.
Lado um
1. "Imagine"
2. "Crippled Inside"
3. "Jealous Guy"
4. "It's So Hard"
5. "I Don’t Wanna Be a Soldier Mama I Don’t Wanna Die"

Lado dois
1. "Gimme Some Truth"
2. "Oh My Love"
3. "How Do You Sleep?"
4. "How?"
5. "Oh Yoko!"

## Ficha técnica
De acordo com John Blaney. Créditos detalhados foram publicados em Disc e Music Echo, 2 de outubro de 1971;
| - John Lennon – vocais, guitarra, piano, harmônica (10), whistling (3) - John Barham – harmônica (3), teclado, Vibrafone (9) - Steve Brendell – maracas (5) - King Curtis – saxofone (4, 5) - Andy Davis – guitarra acústica (6, 10) - Tom Evans – guitarra acústica (3, 5) - The Flux Fiddlers – Instrumento de cordas - Jim Gordon – bateria (4) - George Harrison – guitarra elétrica (6, 7), slide guitar (5, 8) dobro guitar (2) | - Nicky Hopkins – piano (2, 3, 5, 6, 7, 9, 10), piano elétrico(8) - Jim Keltner – bateria (2, 3, 5) - Rod Linton – guitarra acústica (2, 6, 10) - Joey Molland – guitarra acústica (3, 5) - Michael Pinder – tamborim (5) - Phil Spector – backing vocals (10) - John Tout – guitarra acústica (2), piano (não creditado como pianista no Disc e Music Echo) - Ted Turner – guitarra acústica (2) - Klaus Voormann – baixo (exceto 2, 7), Contrabaixo (2) - Alan White – bateria (1, 6, 8–10) Prato tibetanos (7), vibrafone (3) |

## Posição nas tabelas musicais
| Chart                           | Melhor posição | Semanas no gráfico |
| ------------------------------- | -------------- | ------------------ |
| Australian Kent Music Report    | 1              |                    |
| Japanese Oricon Weekly LP Chart | 1              | 34                 |
| Norwegian VG-lista Albums Chart | 1              | 47                 |
| UK Albums Chart                 | 1              | 99                 |
| US Billboard 200                | 1              | 45                 |

## Certificações
| País           | Organização | Certificação     | Data                   | Vendas     |
| -------------- | ----------- | ---------------- | ---------------------- | ---------- |
| Estados Unidos | RIAA        | 2x Multi-Platina | 26 de novembro de 1991 | 2,000,000+ |